# (8733) Ohsugi
(8733) Ohsugi – planetoida z pasa głównego asteroid okrążająca Słońce w ciągu 4 lat i 245 dni w średniej odległości 2,79 au. Została odkryta 20 grudnia 1996 roku w obserwatorium astronomicznym w Ōizumi przez Takao Kobayashiego. Nazwa planetoidy pochodzi od Takashiego Ohsugi (ur. 1944), dyrektora Hiroshima Astrophysical Science Center, eksperta w sprawie rozwoju detektorów półprzewodnikowych dla astrofizyki wysokich energii. Przed nadaniem nazwy planetoida nosiła oznaczenie tymczasowe (8733) 1996 YB1.